# Giardino dei Tarocchi

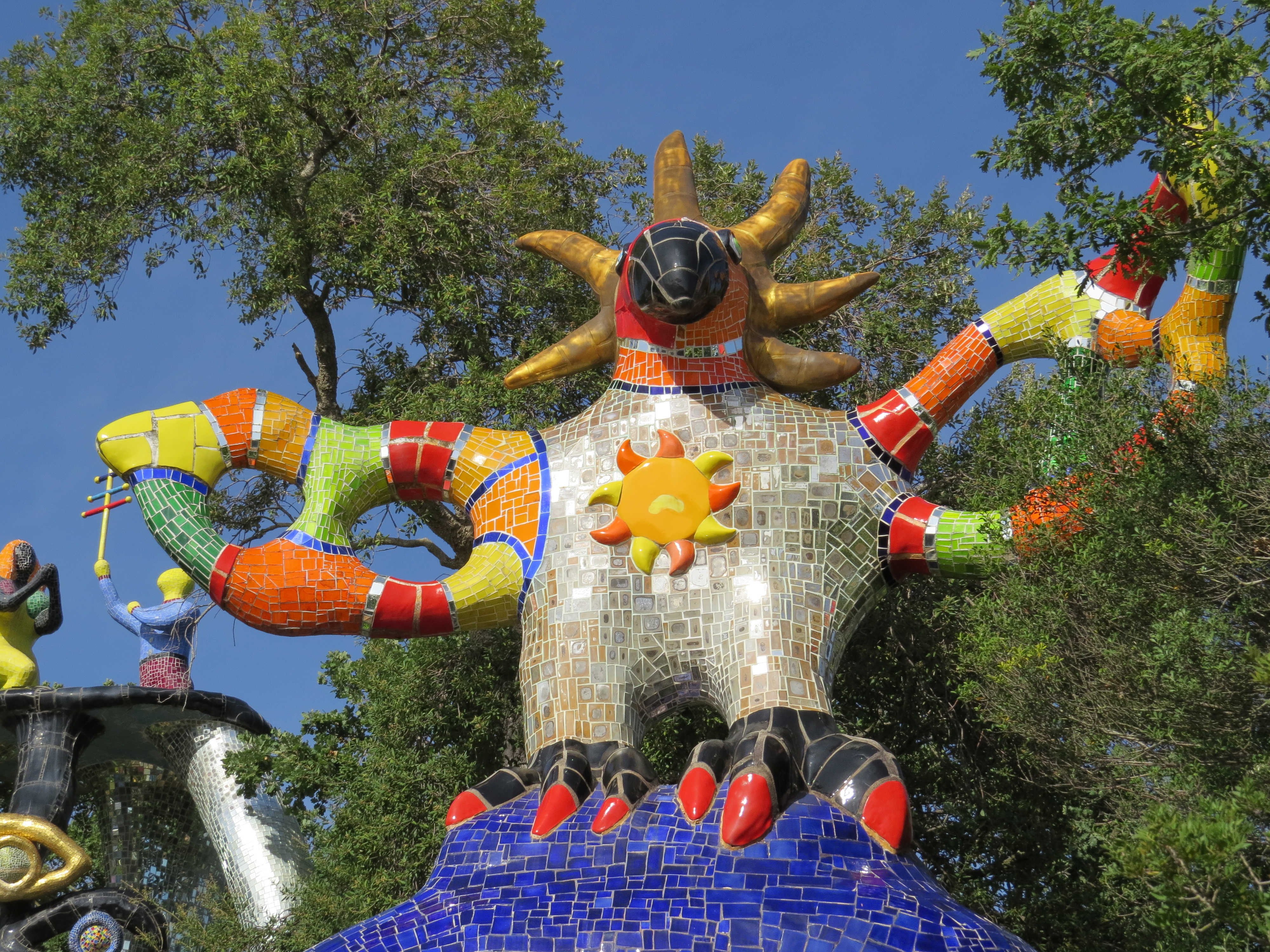
Die Sonne, dargestellt als Vogel, Karte Nr. XVIIII

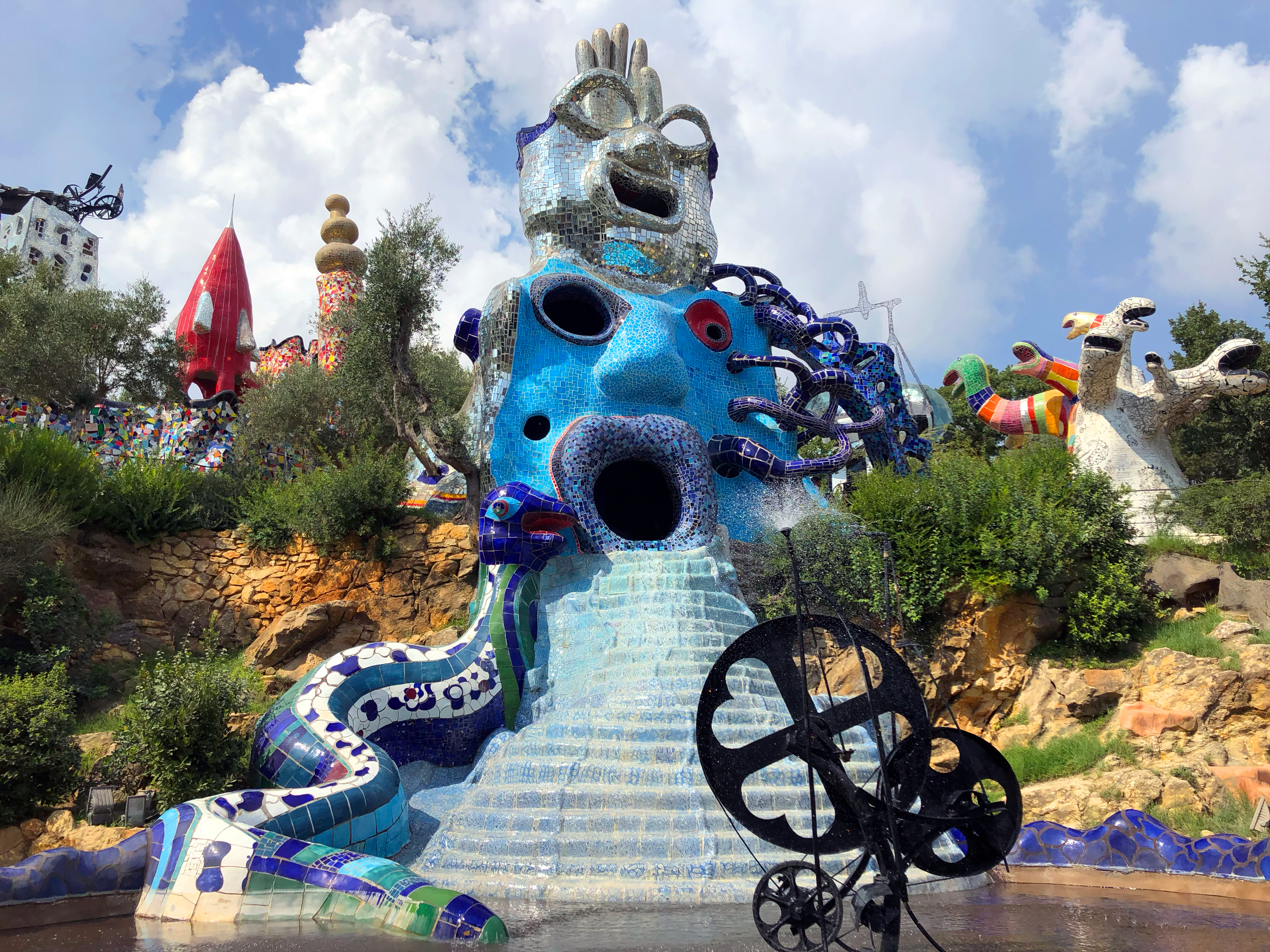
Die Hohenpriesterin

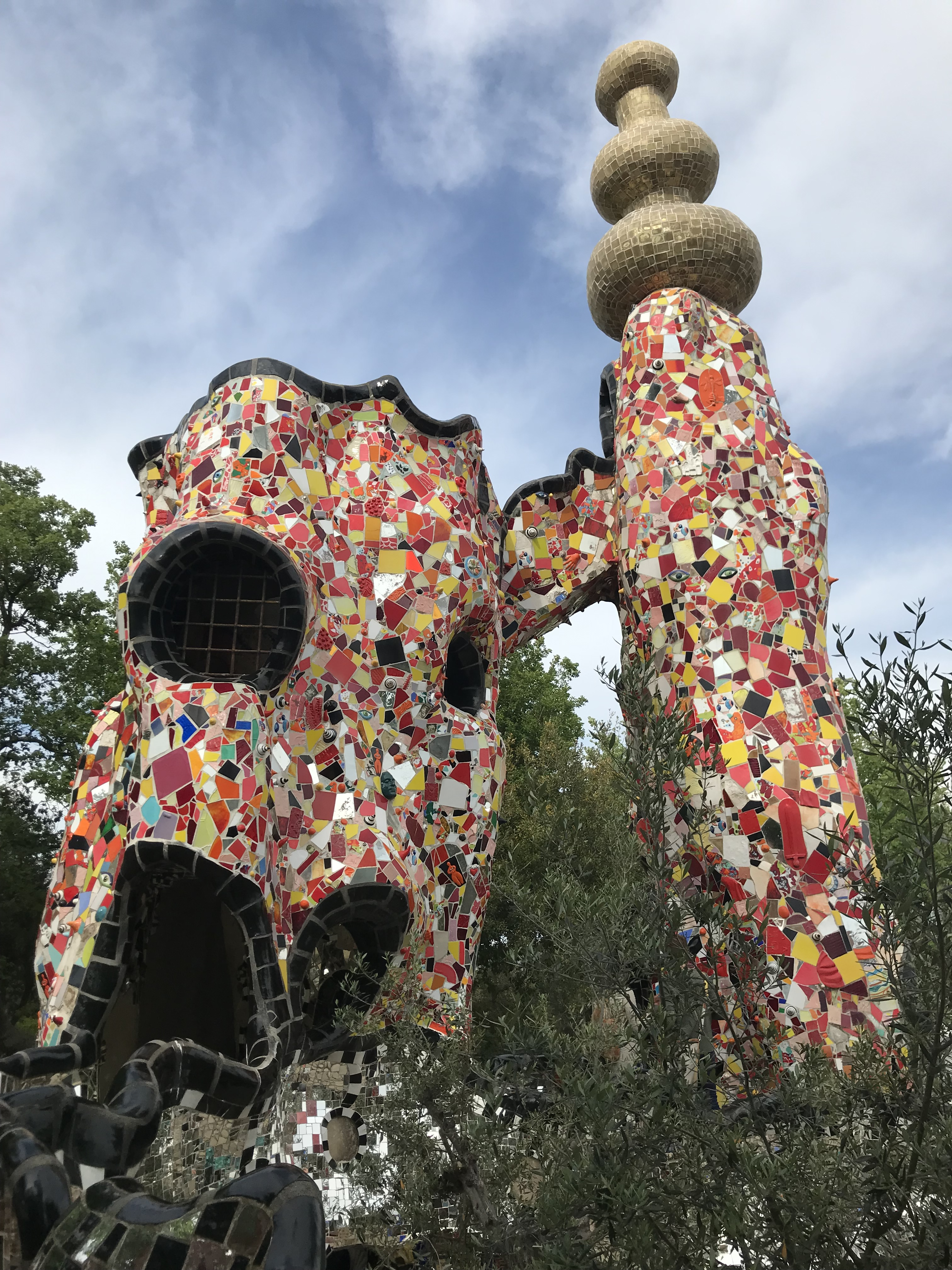
Der Kaiser

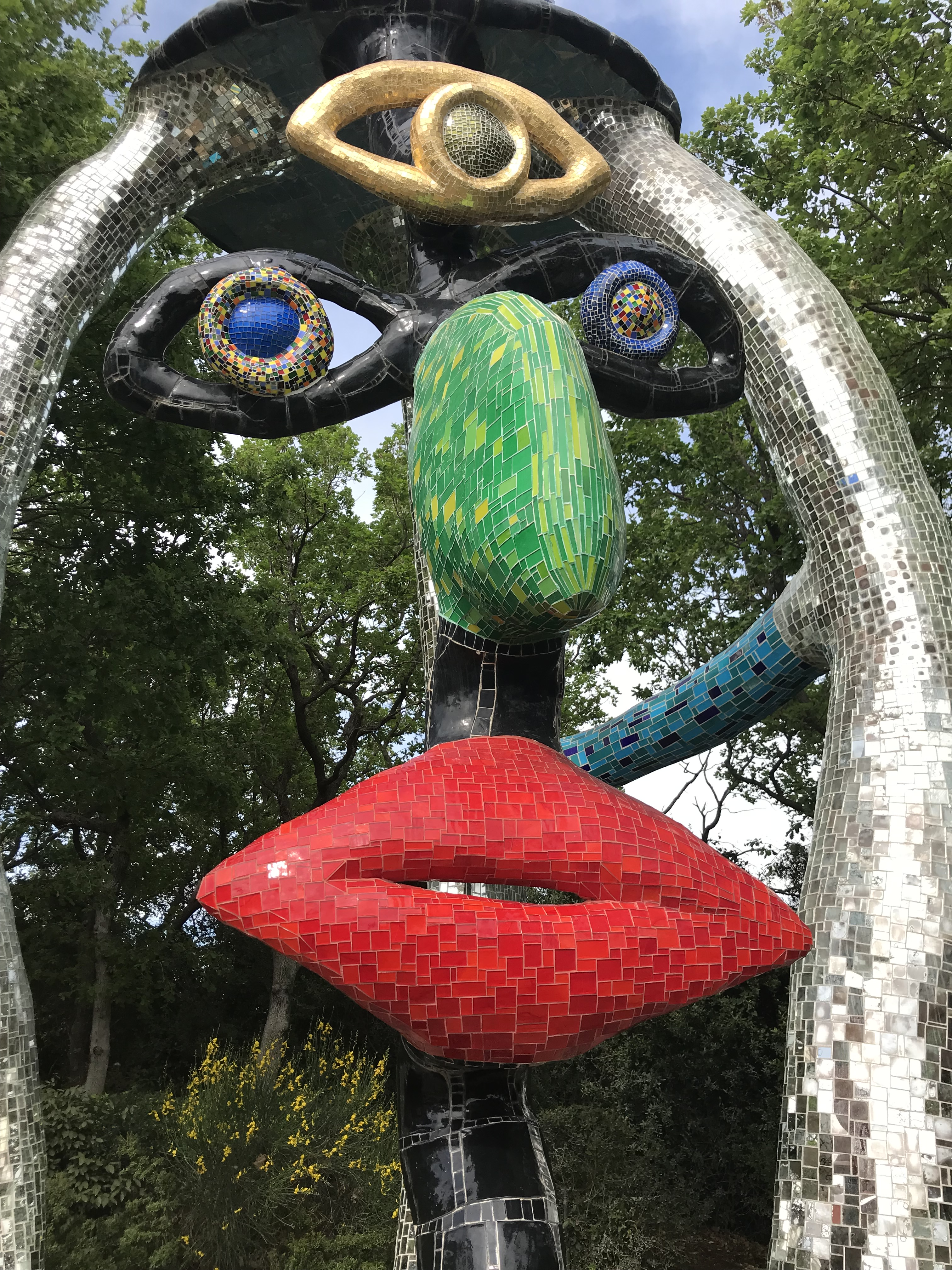
Hierophant (griechischer Oberpriester)

Der Giardino dei Tarocchi (deutsch: Tarotgarten) ist ein Kunst-Park bei Garavicchio in der Gemeinde Capalbio etwa 60 km südlich von Grosseto in der Toskana. Er wurde von der französisch-schweizerischen Künstlerin Niki de Saint Phalle (1930–2002) entworfen und ab 1979 realisiert, gemeinsam mit ihrem Mann Jean Tinguely, der ebenfalls Künstler war. Die Parkanlage mitten in der toskanischen Hügellandschaft ist seit 1998 in den Sommermonaten für die Öffentlichkeit zugänglich.

## Beschreibung
Inspiriert wurde Niki De Saint Phalle dabei durch den Park Güell (1900–1914) von Antoni Gaudí in Barcelona, den Sacro Bosco (dt. Heiliger Wald), auch Parco dei Mostri (dt. Park der Ungeheuer), aus dem 16. Jahrhundert von Pirro Ligorio und Giacomo Barozzi da Vignola in Bomarzo sowie durch die gewagten bunten Keramikfliesenarbeiten des österreichischen Künstlers Friedensreich Hundertwasser. 

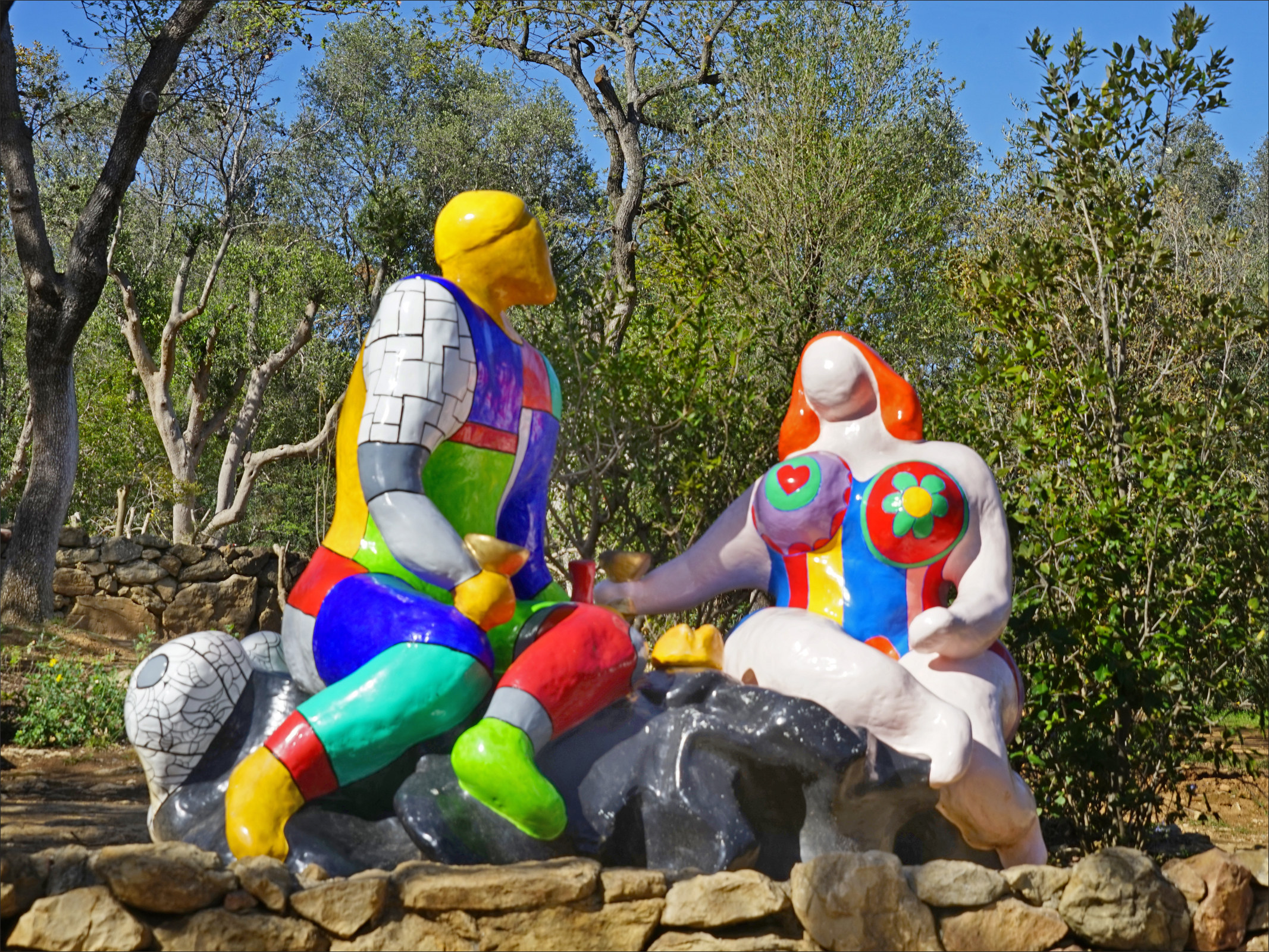
Die Liebenden

Mit der Realisation ihres Fantasiegartens, die fast zwei Jahrzehnte in Anspruch nahm (von 1978 bis 1998), erfüllte sich die Bildhauerin und Malerin einen Traum, den sie schon seit den Anfängen ihres künstlerischen Schaffens hatte. Im Park entstanden die zweiundzwanzig Figuren (Arkana) des Tarots als große, bunte Skulpturen, die zum Teil bis zu fünfzehn Meter hoch sind und von farbigen Keramiken, Spiegel-Mosaiken und Glas bedeckt sind. Ein Teil der Skulpturen ist im Inneren begehbar. Die Umsetzung fand mit Unterstützung einer Gruppe von örtlichen Künstlern statt.
Für ihre erste Figur im Park, die "Herrscherin", ließ sie sich durch eine ihrer früheren Monumentalskulpturen inspirieren, eine 27 Meter hohe durch eine Vagina betretbare Frauenfigur, die erstmals 1966 in Stockholm zu sehen war. Während der Bauarbeiten wohnte sie in dieser Figur. De Saint Phalle verstand ihren Garten als meditativen Garten, der zum Betrachten einlädt und in seiner Abfolge beim Durchwandern die Geschichte einer Seelenreise erzählt. Jede der 22 Skulpturen stellt eine Figur der Großen Arkana dar. Der Rundgang beginnt mit dem Narren, der ersten Karte der Arkana, und endet mit der gleichen Figur (tanzend), der "Welt". De Saint Phalle äußert sich über diese Figur: „Die Welt ist die Karte des prächtigen Innenlebens. Es ist die letzte Karte der Großen Arkana und die spirituelle Übung des Spiels. Diese Karte birgt das Geheimnis der WELT. Sie ist die Antwort auf die Sphinx.“
Die meisten Skulpturen wurden aus Beton gefertigt, mit einer inneren Struktur aus Eisengittern von unterschiedlicher Dichte, die von Hand geflochten und verschweißt wurden. Anschließend wurde die endgültige Form mit Spritzbeton aufgebracht. Vier Figuren, darunter das Rad des Schicksals und den Tod, schuf Jean Tinguely aus mechanisch verbundenen Eisenteilen und Teilen von Tieren.
Eine Tuffstein-Mauer umgibt den Park. Der Architekt Mario Botta entwarf den Eingang in Form eines Rundbogens.

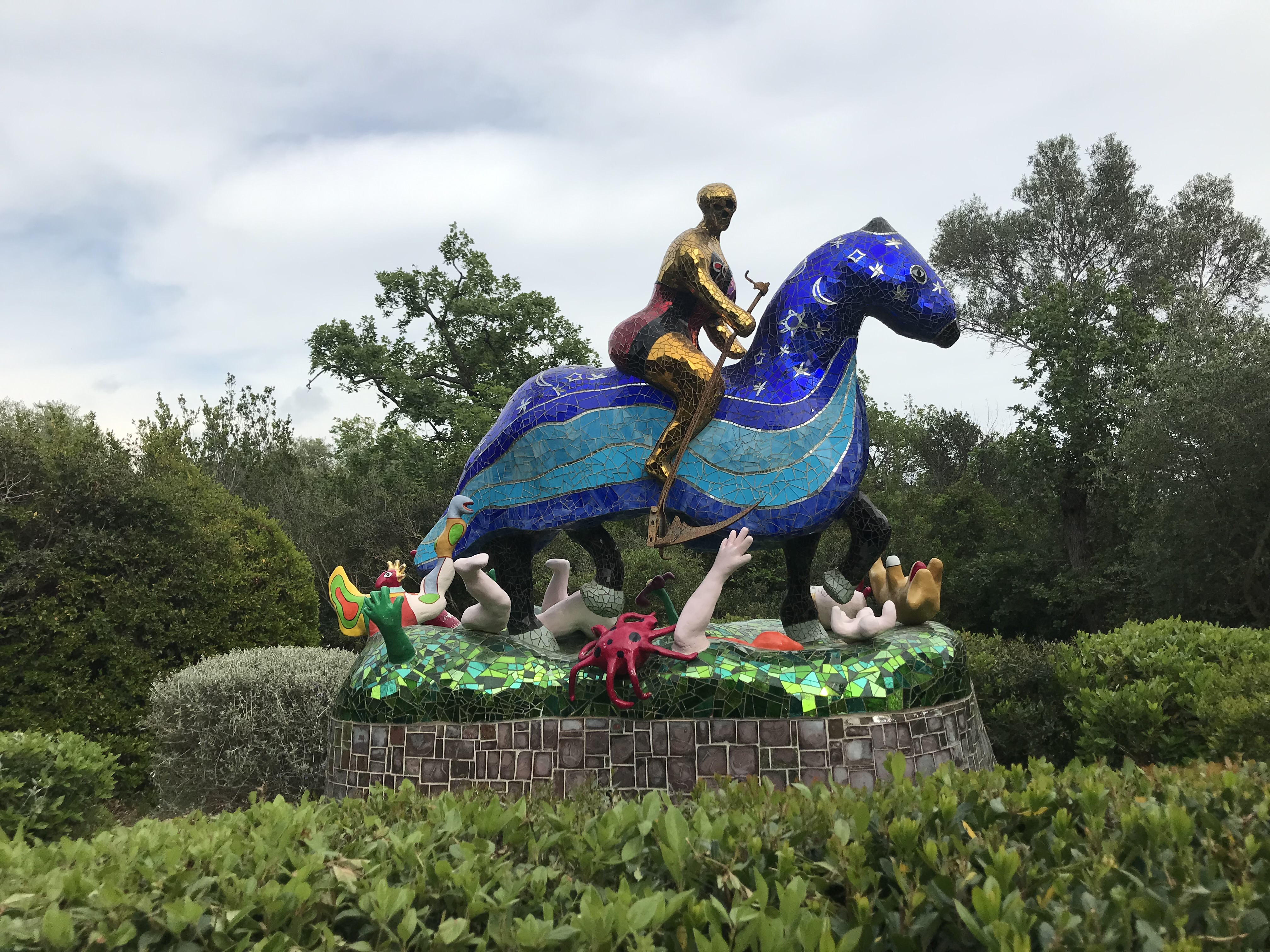
Der Tod

Nach dem Willen der Künstlerin wurde die Einrichtung in die private Stiftung Fondazione Il Giardino dei Tarocchi umgewandelt, die für den Betrieb und die Erhaltung des Skulpturenparks zuständig ist. Die Stiftung verwaltet auch ihre persönliche Sammlung mit über 1000 Skulpturen und 5000 grafischen Werken.
De Saint Phalle sagt über Tarot: „Das Leben ist wie ein Kartenspiel; wir werden geboren, ohne die Regeln zu kennen, aber jeder von uns muss mit dem Blatt spielen, das er bekommt.“

## Siehe auch

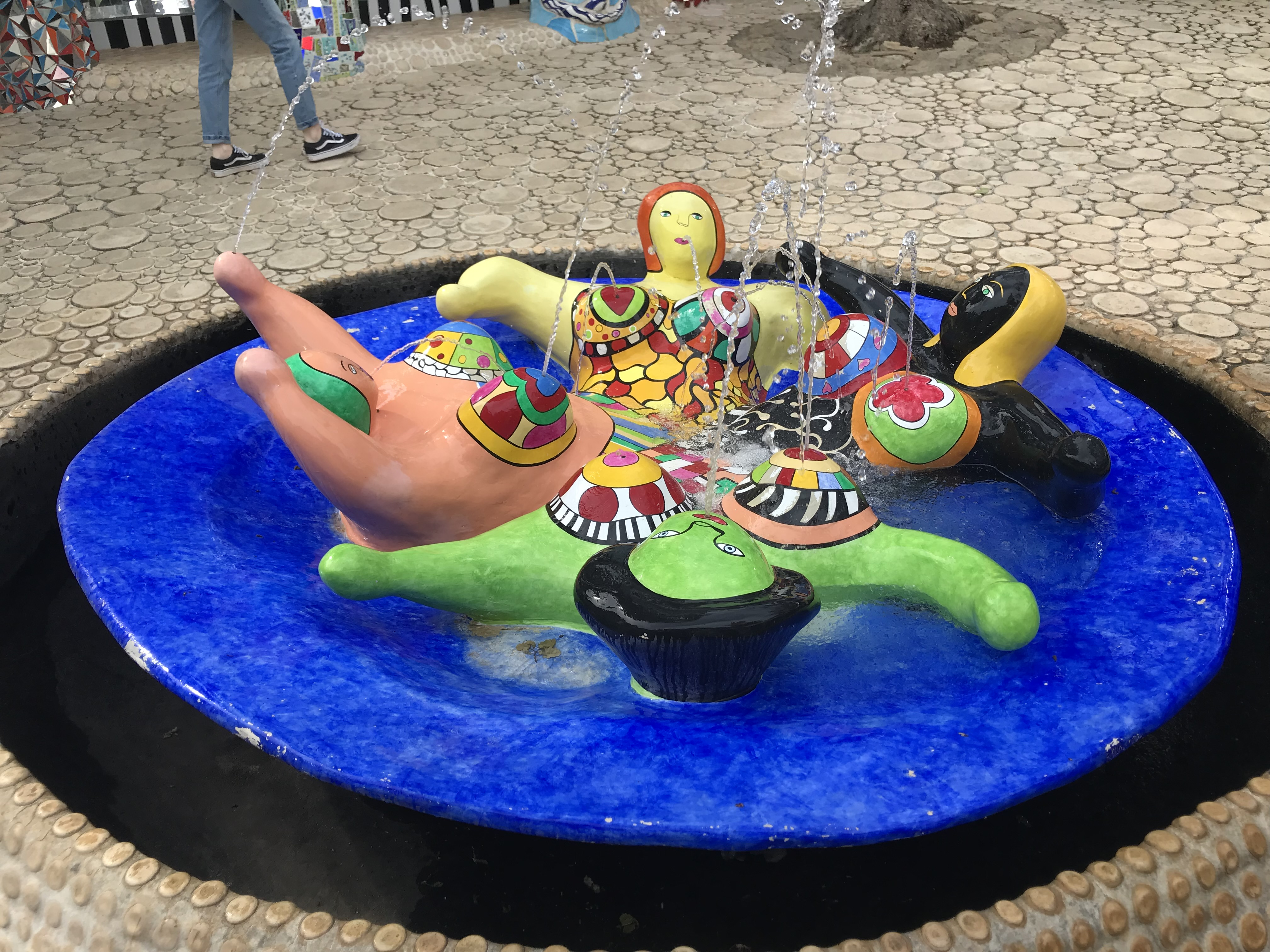
Venusbrunnen